# Formation (récit)
Pour les articles homonymes, voir Formation.
Paru chez Gallimard en 2007, et réédité en Folio en 2009, Formation est le récit des origines familiales, historiques et culturelles de Pierre Guyotat et de la naissance, entre l’enfance et l’adolescence, de sa vocation poétique. Pierre Guyotat y revient longuement sur l'action de certains membres de sa famille dans la Résistance (Philippe et Hélène Viannay, Suzanne Guyotat, Hubert Viannay).
Le texte a été traduit en russe et en allemand.